# MASSIVE (소프트웨어)
MASSIVE(Multiple Agent Simulation System in Virtual Environment)는 영화 및 텔레비전용 군중 관련 시각 효과를 생성하는 데 사용되는 고급 컴퓨터 애니메이션 및 인공지능 소프트웨어 패키지이다.

## 개요
매시브는 스티븐 레글러스가 시각 효과 산업에서 사용하기 위해 개발한 소프트웨어 패키지이다. 주요 특징은 각각 고유한 행동과 동작을 가진 개별 에이전트 역할을 할 수 있는 대규모 에이전트 그룹을 신속하게 생성할 수 있다는 것이다.
퍼지 논리를 사용하여 이 소프트웨어는 모든 에이전트가 다른 에이전트를 포함한 주변 환경에 개별적으로 반응할 수 있도록 한다. 이러한 반응은 에이전트의 동작에 영향을 미쳐 사전 녹화된 애니메이션 클립을 제어하여 에이전트가 행동하는 방식을 변경한다. 이러한 클립 간의 블렌딩은 사실적으로 움직이고 행동하며 반응하는 캐릭터를 생성한다. 이러한 사전 녹화된 애니메이션은 모션 캡처 세션에서 가져오거나 다른 3D 애니메이션 소프트웨어 패키지에서 수동으로 애니메이션될 수 있다.
매시브의 인공지능 기능 외에도 천 시뮬레이션, 강체 동역학 및 그래픽 처리 장치(GPU) 기반 하드웨어 렌더링을 포함한 수많은 다른 기능이 있다. 매시브 소프트웨어는 또한 경기장 군중 에이전트, 폭동 무질서 에이전트, 서로 걷고 대화하는 간단한 에이전트와 같이 특정 작업을 수행할 준비가 된 여러 사전 구축된 에이전트를 만들었다.

## 역사
매시브는 원래 뉴질랜드 웰링턴에서 개발되었다. 반지의 제왕 영화(2001–2003)의 감독인 피터 잭슨은 수십만 명의 군인들이 싸울 수 있도록 하는 소프트웨어가 필요했고, 이는 이전 영화 제작에서는 해결되지 않았던 문제였다. 스티븐 레글러스는 웨타 FX가 반지의 제왕 영화의 수많은 수상 경력에 빛나는 시각 효과, 특히 전투 장면을 생성할 수 있도록 매시브를 만들었다. 그 이후로 완전한 제품으로 발전했으며 수많은 다른 시각 효과 회사에서 라이선스를 취득했다.

## 예시
매시브는 광고와 장편 영화를 포함하여 많은 제작물에 사용되었으며, 소규모 및 대규모 모두에 사용되었다.
몇 가지 중요한 예는 다음과 같다.
- 반지의 제왕
- 혹성탈출: 진화의 시작
- 아바타
- 나니아 연대기: 사자, 마녀, 그리고 옷장
- 킹콩 (잭슨, 2005)
- Radiohead - Go To Sleep (뮤직 비디오)
- 아버지의 깃발 (전투 및 군중 장면 외에도 태평양을 건너는 해상 선박 장면도 매시브로 제작되었다)
- Carlton Draught: Big Ad
- Mountain, 플레이스테이션 2 콘솔용 TV 광고
- 아이, 로봇
- 최후의 카테고리 7
- 블레이즈 오브 글로리
- 에라곤
- 미이라 3: 황제의 무덤
- 해피 피트
- 300
- 앤트 불리 (모션 캡처가 아닌 컴퓨터 애니메이션 캐릭터를 매시브 에이전트로 사용한 최초의 영화. 또한 매시브 내에서 얼굴 애니메이션을 사용한 최초의 영화)
- 뱀파이어 해결사 ("Chosen")
- 닥터 후 ("Partners in Crime")
- 체인질링
- 스피드 레이서 (자동차 AI 및 군중)
- 월-E
- 업
- 라이프 오브 파이 (날아다니는 물고기와 미어캣 장면 모두 매시브의 도움으로 제작되었다)
- 에픽: 숲속의 전설
- 호빗
- 혹성탈출: 반격의 서막
- 소울 스내쳐
- 월드워Z
- 왕좌의 게임[3]
- 블랙 팬서
- 아쿠아맨
- 어벤져스: 엔드게임[3]

## 같이 보기
- 군중 시뮬레이션
- 다중 에이전트 시스템
- 퍼지 논리
- 창발
- 라이트웨이브 3D
- 일렉트릭 이미지 애니메이션 시스템
- 시네마 4D
- 모도
- 블렌더